# Попо III фон Вертхайм
Попо III фон Вертхайм (на немски: Poppo III von Wertheim; * ок. 1190, Вертхайм; † 11 февруари 1260) е граф на Вертхайм.

## Произход
Той е син на граф Попо II фон Вертхайм (ок. 1170 – май 1238) и съпругата му Мехтилд фон Боксберг, родена в Регенсбург († сл. 1233). Брат е на Рудолф I фон Вертхайм († сл. 1244).

## Фамилия
Попо III се жени пр. април 1243 г. за Кунигунда фон Ринек († 1288), дъщеря на граф Лудвиг II фон Ринек († 1243), бургграф на Майнц, и Аделхайд фон Хенеберг († 1256). Те имат децата:
- Рудолф II (* ок. 1236; † 1303/1306), граф на Вертхайм, женен I. за Мехтилд фон Дурн († ок. 1292), II. пр. 27 март 1293 г. за Кунигунда II фон Баден († 1315)
- Лудвиг († сл. 1267), капитулар на Вюрцбург
- Попо (Бопо) IV († 2 януари 1283), граф на Вертхайм, женен за Мехтилд фон Епщайн (* ок. 1270; † 1303), дъщеря на Герхард III фон Епщайн
- Вилиберг († 8 януари 1279), омъжена за Крафт I фон Хоенлое-Вайкерсхайм († 1312/1313), син на граф Готфрид I фон Хоенлое-Романя
- Аделхайд
- Герхард